# 長浜旧開知学校
長浜旧開知学校（ながはまきゅうかいちがっこう）は、滋賀県長浜市にある建築物。1874年（明治7年）に建設された木造3階建・八角塔屋付の擬洋風建築である。国の登録有形文化財。

## 沿革

### 年表
- 明治4年9月9日（1871年10月22日） - 学制が発布される1年前、西本町（現・長浜市元浜町4-3）の長浜三年寄のひとり下村藤右衛門邸を本校として、滋賀県最初の小学校だった滋賀県第一小学校（現・長浜市立長浜小学校）が開校。
- 1874年（明治7年） - 開知学校に改称し、神戸町（現・元浜町）に、全額町民の寄付により学舎が設立。明治時代の長浜は経済的な繁栄もあり、文明開化を象徴するような擬洋風3階建て、八角形の櫓付きのモダンな新校舎で、この新校舎も町民の寄付。
- 1884年（明治17年） - 木造2階建の北舎（現在の大塚産業食堂）が増築される。
- 1886年（明治19年） - 学制施行で長浜学校と改称。
- 1889年（明治22年） - 長浜小学校と改称。
- 1893年（明治26年） - 長浜町立長浜尋常高等小学校に改称。
- 1901年（明治34年） - 長浜町立長浜尋常高等小学校は高田町に移転。
- 1903年（明治36年） - 長浜町立実科高等女学校（現在の滋賀県立長浜北高等学校）などに転用。
- 1937年（昭和12年） - 現在地に移築されるが、その際に塔や背面が撤去され、大幅に修築。
- 2000年（平成12年）3月24日 - 4階櫓、水色に塗った窓枠や柱など、当時の面影を色濃くしてリニューアル。
- 2000年（平成12年）10月18日 - 国の登録有形文化財に登録される。

### 建設（1874年～1937年）

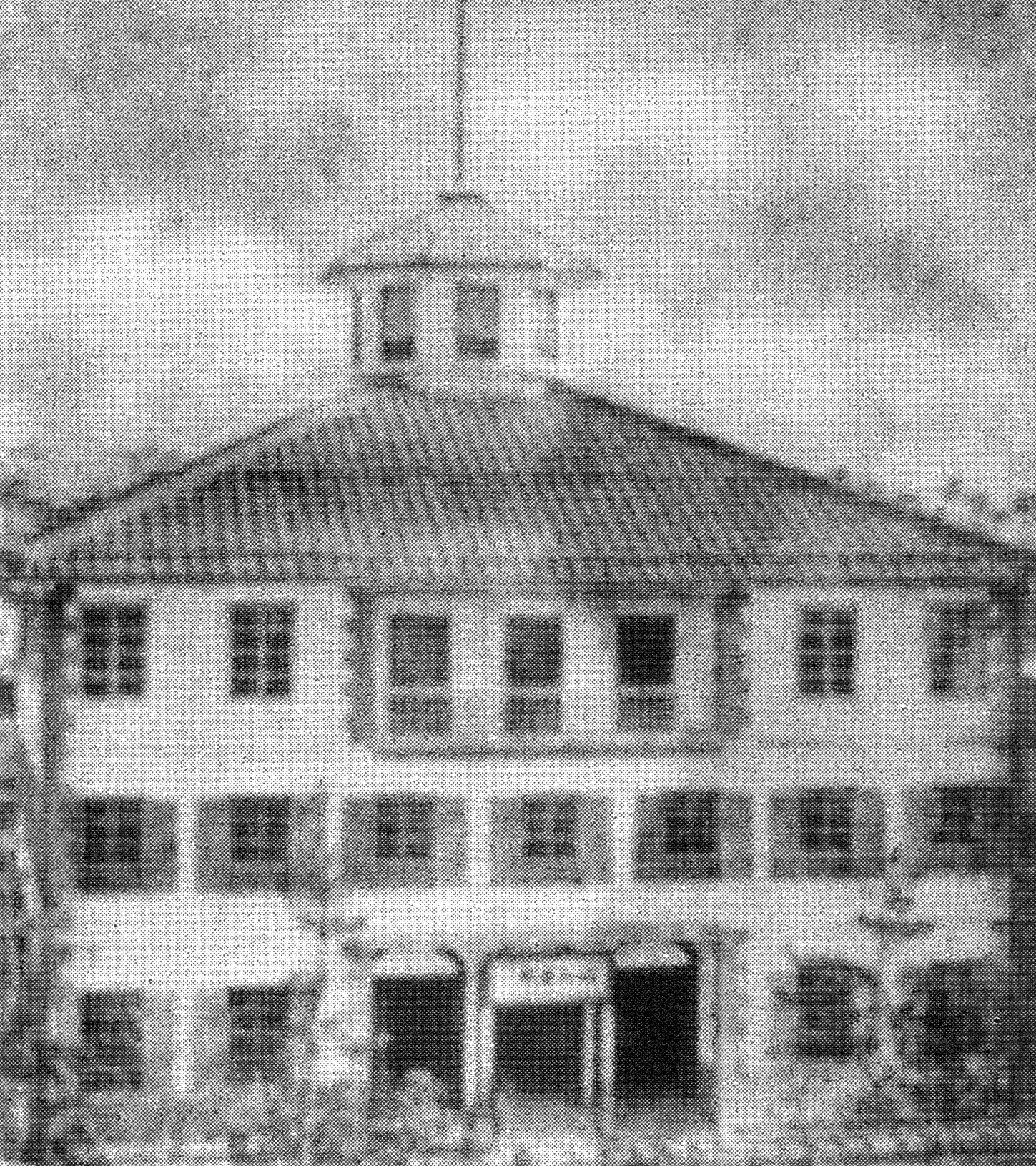
竣工当初の開知学校（1874年）

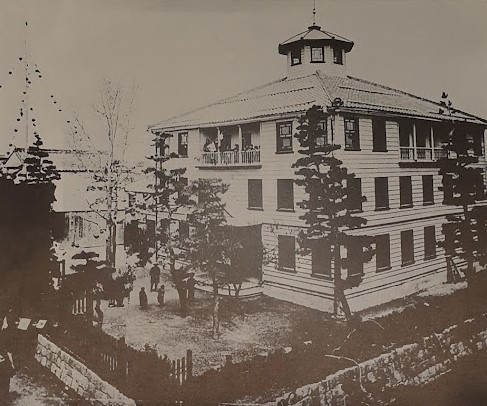
実科高等女学校時代の開知学校（明治末期）

学制が発布される前年の1871年（明治4年）、滋賀県最初の小学校である滋賀県第一小学校が長浜に開校した。開校当初は西本町（現在の長浜市元浜町）の下村藤右衛門邸を本校とし、5つの寺子屋を支校としていた。
1874年（明治7年）、神戸町の徳元橋付近に新校舎が建設され、開知学校に改称された。現在の長浜市元浜町、茶しんから孔雀山山蔵付近である。建設費は約3500円であり、全額が長浜町民からの寄付である。長浜の中央部に位置するこの場所は早くから学校建設予定地と定められ、建築費の積み立てもすでに1872年（明治5年）から始められていた。
当時、欧米文化の影響で都会では、駅や官庁の建物・学校の校舎などの新しい建物は、ほとんどが木造の洋風建築であった。商用で京都・大阪へ盛んに出向いていた長浜町民はそれを見逃さず、近代的校舎の視察のため、大阪の今橋へ学務委員と大工棟梁とを派遣した。こうして、八間四面、建坪211.2㎡、三階建、四階櫓づきの洋風校舎が新築された。この校舎は、柱・垂木・床板のすべてが杉材、基礎は特大の礎石（現・一心寺の庭石）、屋根は、極上の八幡瓦葺き、一部は銅板葺き（櫓・玄関）、出隅は漆喰塗で模した隅石積、三階には6ｍのベランダ、四階には時報用の太鼓櫓をつけた実にモダンな建物であった。そのため、学校を見ようとして、近郷近在から集まる見物人で賑わったと言われている。
1884年（明治17年）には木造2階建の北舎（現在の大塚産業食堂）が増築された。1886年（明治19年）には学制施行によって長浜学校に改称した。1889年（明治22年）には長浜小学校に改称し、1893年（明治26年）には長浜町立長浜尋常高等小学校に改称した。1901年（明治34年）には高田町に長浜尋常高等小学校の新校舎が完成し、開知学校として建てられた建物は小学校としての役割を終えた。その後は長浜町立長浜幼稚園や長浜町立実科高等女学校（現在の滋賀県立長浜北高等学校）に転用された。高等女学校時代には太鼓楼の形状から「インク壺女学校」として親しまれている。

### 移築後（1937年～2000年）
1937年（昭和12年）には西南西約170メートルに移築され、尾張屋百貨店として利用されることになった。この際には象徴的存在の太鼓櫓が取り壊され、建物自体も奥行きが縮小された。外観の洋風意匠は消え、後に木枠窓もアルミサッシに変更されるなど、隙間風を防ぐために老朽化に備え改修が施された。パチンコ屋などとして使用されていた時期もあり、復元前にはデザイン事務所や工芸店が入る雑居ビルとなっていた。

### 復元後（2000年～）
1999年（平成11年）には保存活用が模索され、地元の材光工務店によって当時を思わせる佇まいに復元されることになった。2000年（平成12年）3月24日に復元オープンし、90年ぶりに時報の太鼓が打ち鳴らされた。修復に際しては、他の擬洋風建築を参考にし、屋上の太鼓櫓が蘇り、玄関ポーチ、正面三階のバルコニー、角の石積装飾、鎧戸、木製建具などが復元され、老朽化に伴う構造補強も施されている。復元時点の1階は手作り作品の展示販売を行う巧藝館、2階は古建築研究所、3階はセミナールームとなっている。2000年（平成12年）10月18日には国の登録有形文化財に登録された。
移築や改修を経た今も、柱や梁は1874年（明治7年）建築当時のものが使用されており、1937年（昭和12年）の移築上棟札が打ちつけられた三階梁の上部には、かつての太鼓櫓を支えた支柱のほぞ穴が残り、当時の校舎の堂々たる姿を偲ぶことができる。2014年（平成26年）時点の1階はパブ&ビア、2階は材光古建築研究所の展示室、3階はセミナー室となっている。